# Nationalmuseum (myndighet)
Nationalmuseum är en svensk statlig förvaltningsmyndighet, som sorterar under Kulturdepartementet.
Myndigheten omfattade fram till 1 juli 2017 de två museerna Nationalmuseum och Prins Eugens Waldemarsudde. Myndigheten har till uppgift att främja konsten, konstintresset och konstvetenskapen. Den ska särskilt levandegöra de äldre konstformerna och deras samband med den nutida konsten och samhällets utveckling samt verka för konstnärlig och kulturell förnyelse. Myndighetens ansvars- och samlingsområde omfattar äldre måleri, skulptur, teckning och grafik, företrädesvis från tiden före år 1900, samt porträtt och konsthantverk från äldre tid till nutid.